# Радулеску, Горацио
Горацио Радулеску (Хорациу Рэдулеску, рум. Horațiu Rădulescu; 7 января 1942, Бухарест — 25 сентября 2008, Париж) — румыно-французский композитор.

## Биография
Учился играть на скрипке у Нины Александреску, после изучал композицию в Национальном университете музыки Бухареста, где его учителями были Штефан Никулеску, Тибериу Олах и Аурел Строе.
Основным отличием композиций в его исполнении является намеренный отказ от монодии, полифонии и гетерофонии, а также создание музыкальной текстуры с элементами, находящимися в постоянном движении. Занимался изучением спектра гармоник и новых методов игры, чтобы привести, а иногда, изолировать, верхнюю частоту комплексных звуков, на которых могут быть построены новые спектры. На этих спектрах и явлениях суммы и разности тонов основаны гармонические отношения в его композициях.
Многие работы Радулеску написаны под впечатлением от работы «Дао дэ цзин» китайского автора Лао-цзы.